# وادي ميديكون

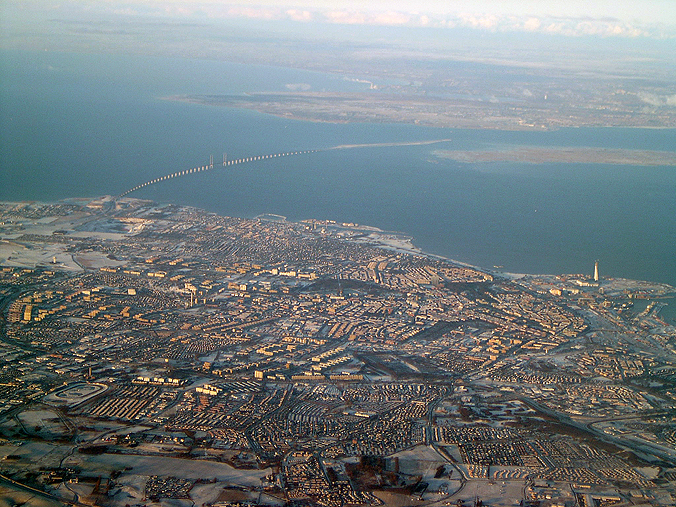
وادي ميديكون يتاخم مضيق أوريسند الذي يقع بين مالمو و كوبنهاغن.

وادي ميديكون هو مركز تجمّع علوم الحياة في أوروبا ويمتد على طول منطقة أوريسند في شرق الدنمارك وجنوب السويد. وهو يُعتبر أحد أقوى مراكز تجمع علوم الحياة بما يحتويه من العدد الهائل للشركات المتخصصة في علوم الحياة ومعاهد أبحاثٍ واقعة في منطقة جغرافية صغيرة جدًا.

## معلومات تاريخية
بدأت فكرة إنشاء وادي ميديكون في الظهور ببطء في بداية التسعينيات من القرن الماضي وأُضفِي الطابع الرسمي عليها وتم تمويلها من خلال برنامج مبادرة إنتريج الثانية الذي يتبع الاتحاد الأوروبي. يحتوي وادي ميديكون على كُلياتٍ علميةٍ ومستشفياتٍ وشركات في منطقة أوريسند التي تضم مناطق كوبنهاغن العُظمى وزيلاند في الدنمارك وسكانيا في السويد. يبلغ عدد السكان في وادي ميديكون حوالي 3.2 مليون نسمة. بدأ هذا المركز العالمي نشاطَه بالصناعة المحلية التي شكّلت بالفعل قاعدة معرفة قوية من خلال خمسة من شركات الأدوية وشركة كارلسبيرغ للجعة وجامعة كوبنهاغن بالدنمارك وجامعة لوند. ويتلقى وادي ميديكون دعمًا من منطقة سكونا وشركة كوبنهاغن كاباسيتي (Copenhagen Capacity).
تمتلك كثير من الجامعات في المنطقة تراثًا قويًا في البحث الطبي والبيولوجي، وقد تخرج منها الكثير ممن حصلوا على جائزة نوبل. ساهم وجود شركات أدوية تتميز بالبحث المكثف والتكامل الكامل على مدار ما يقرب من قرن بشكل كبير في تطوير المنطقة عن طريق تقوية الإمكانيات بالأبحاث المُطبّقة، وجذب الممولين وإنتاج المنتجات الفرعية، ومن بين هذه الشركات شركة نوفو نورديسك وأتش لاندبيك وأسترازينيكا وليو فارما.
ومنذ منتصف التسعينيات من القرن الماضي، حدثت الكثير من التطورات السريعة، وأصبح وادي ميديكون اليوم مركزًا هائلاً لتجمّع الجامعات والمستشفيات والشركات الخاصة بعلوم الحياة والتكنولوجيا الحيوية وتكنولوجيا الطب والصيدلة والتي يقوم الكثير منها على نظام البحث والتطوير.
ويدعم وادي ميديكون تعاونًا بحثيًا أكبر بين الشركات والكليات العلمية المتخصصة في قطاعات علوم الحياة والتي تضم علم الصيدلة والتكنولوجيا الحيوية والتكنولوجيا الطبية. ويوجد في المنطقة 12 جامعة و32 مستشفى وأكثر من 300 شركة عِلمية ومنظمة واحدة اسمها تحالف وادي ميديكون. يعمل في المنطقة ما يقرب من 40000 شخص بمجال التكنولوجيا الحيوية منهم 4000 من الباحثين الأكاديميين. من ضمن الشركات العالمية صاحبة مراكز الأبحاث الرئيسية في المنطقة شركة نوفو نورديسك ولوندبيك و ليو فارما وفيرنج للمستحضرات الصيدلية وأسترازينكا. يمثل وادي ميديكون 20% من إجمالي الناتج المحلي للدنمارك والسويد مجتمعتين .
وادي ميديكون مشهور بقوته البحثية في مجالات الأمراض العصبية والأمراض الالتهابية والسرطان والسكري.

## وصلات خارجية
- Medicon Valley Online
- Copenhagen Capacity
- Medicon Valley